# Comediehuset
Comediehuset (Дом комедии, также назывался Teatern vid Sillgatan и Mindre teatern) — шведский театр, был первым публичным театром в Гётеборге, действовавшим с 1779 по 1833 год; до 1816 года являлся единственным театром в городе.

## История и деятельность
До того, как в Гётеборге появился первый постоянный театр, его посещали гастролирующие театральные труппы, о чём свидетельствует письменный источник, датируемый февралем 1696 года. Эти художественные коллективы были большей частью немецкими. Но посещала Гётеборг и любительская труппа Питера Линдала. В период правления Густава III интерес к театру в городе значительно вырос, и в 1770-х годах он стал популярным в домашней обстановке любительского театра некоторых семей города, в частности, дворянской семьи Альстрёмер, которые были вдохновлены большим интересом короля к театру.
Примерно в 1775 году меценаты Альстрёмер — Патрик и его брат Клас — построили собственное театральное здание, которое в 1779 году стало известно как театр Comediehuset. Гётеборгский театр стал четвёртым публичным театром в Швеции после Björngårdsteatern (1640) и Stora Bollhuset (1667) в Стокгольме, а также Egges teater в Норрчёпинге (1762). Деятельность театра Comediehuset отсчитывается с того момента, когда в июле 1779 года там выступила концертная певица Маргарета Хок (Margareta Hawk). В этом же году в здании Comediehuset обосновался передвижной театр Gemenasiska Sällskapet под руководством Юхана фон Бланка.
Первоначально здание театра было деревянное, но было перестроено из камня в 1782 году и получило новый интерьер. Позже был построен трёехэтажный амфитеатр с ложами и партером. Некоторое время (1787—1792 годы) театром руководила Ловиса Симсон — первая в Швеции женщина театральный режиссёр. Театр также управлял ресторанами и проводил публичные маскарады. Помимо постоянного коллектива, в нём выступали гастролирующие труппы с балетом, цирком, оперой и другими концертами.
Постоянная деятельность театра была прекращена по экономическим причинам в 1792 году. Затем его арендовали бродячие театральные артисты. С 1793 по 1800 год режиссёр Юхан Линдквист со своей труппой поддерживал деятельность Comediehuset. Первоначально он был директором, но из-за новых финансовых проблем с 1798 года покинул театр и уехал работать в Данию. В театре выступали и другие театральные труппы, в их числе под руководством Андерса Лундвиста (1801—1802), Юхана Левенхагена (1803—1804, 1806 и 1807), Юхана Брумана (1802—1803); Марии Элисабет де Броен (1805—1806) и Карла Стенборга (1807—1809). С 1810 по 1816 год труппа Юхана Линдквиста снова выступала в Comediehuset.
Театр Comediehuset старел, и его здание требовало ремонта. В 1816 году Юхан Линдквист переехал со своей труппой в построенный в этом же году в Гётеборге новый театр Segerlindska teatern. После ремонта, проведённого в 1819 году, Comediehuset продолжал использоваться в качестве места для выступления приглашенных артистов, а также танцевального зала и ресторана. В 1833 году театр был закрыт. Пустующее его здание сгорело 13 марта 1867 года.